# Свистович Мирослава Богданівна
Миросла́ва Богда́нівна Свисто́вич (нар. 25 лютого 1970) — українська громадська та політична діячка, колишня міська голова Ірпеня.

## Життєпис
Закінчила економічний факультет Київського університету у 1996 році.
Була активною учасницею кампанії «Україна без Кучми» та Помаранчевої революції. На президентських виборах 2004 року очолювала Ірпінський виборчий штаб Віктора Ющенка.

### Міська голова Ірпеня
Мирослава Свистович здобула перемогу на місцевих виборах 2006 року і була оголошена ТВК міською головою Ірпеня в березні того ж року. Тривалий час це рішення не оприлюднювалося через те, що підтримуваний партією «Наша Україна» кандидат Олег Бондар подавав численні скарги до суду, вимагаючи визнання виборів недійсними.
У своєму інтерв'ю 2014 року Свистович стверджувала, що під час її перебування на посаді їй пропонували 2 000 000 доларів лише за те, аби вона не протидіяла забудові заплави Ірпеня.
3 квітня 2007 року Ірпінська міська рада проголосувала за зняття Мирослави Свистович з посади, 5 червня Верховна Рада затвердила проведення виборів мера на 17 червня 2007 року.
В листопаді 2007 року її було поновлено на посаді Київським адміністративним апеляційним судом, проте до кабінету міського голови її так і не пустили. За час судових процесів міська рада кілька разів збиралася для розв'язання земельних питань, депутатами було роздано кількадесят гектарів землі.

### Російсько-українська війна
Від початку російського вторгнення до України 2022 року разом з родиною перебувала вдома, в Ірпені. Стала свідкою першої фази битви за Ірпінь. Її квартира була пошкоджена вибухом російської міни, проте Свистович та члени її родини дивом уникли поранень. 7 березня 2022 року разом з родиною евакуювалася до Києва. Під час евакуації авто, в якому вона з донькою перебувала, обстріляли російські військові. Водій-волонтер був убитий, а її донька отримала два кульові поранення, жодне з яких не зачепило життєво важливі органи. Російські військові відібрали її телефон, проте відпустили разом з донькою.
З червня 2022 р. Мирослава Свистович зайнялася волонтерською допомогою Збройним силам України як керівниця благодійного фонду «Вагамир».

## Особисте життя
Одружена з громадським діячем Михайлом Свистовичем, мають сина Ярослава та доньку Ладу. Вся родина мешкає в однокімнатній квартирі у місті Ірпінь Київської області.
Є племінницею українського біофізика Миколи Колбуна, що був викрадений російськими військовими під час окупації Бучі 3 березня 2022 року та зник безвісти.
На початку 2014 року навчалася в аспірантурі Національної академії державного управління при Президентові України.